# Trenýrky

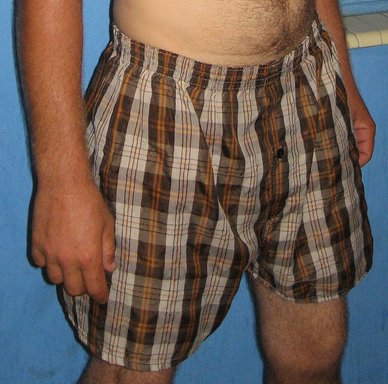
Trenýrky

Slovem trenýrky (hovorově trenky) obvykle označujeme mužské spodní prádlo volného střihu s krátkými nohavicemi a pružným pasem; trenýrky pro toto použití jsou v současnosti částečně nahrazovány modernějšími přiléhavými boxerkami.

## Další významy
Termín trenýrky může dále znamenat:
- Spodní díl krátkého pánského i dámského pyžama i součást dámského domácího ("volnočasového") oděvu - obvykle z měkčího materiálu (např. flanel)
- Součást svrchního (pánského i dámského) sportovního oděvu, zejména dresu u kolektivních sportů; po řadu let byly v ČSSR červené trenýrky povinnou součástí chlapeckého školního cvičebního úboru
- Součást dámského sportovního oděvu, tzv. dámské (dívčí) trenýrky - pružný materiál, přiléhavý střih bez nohaviček (obdoba spodního dílu bikin) nebo s velmi krátkými nohavičkami (boyleg), pokud mají nohavičky, bývají už také nazývány "(super)krátké legíny"; součástí dívčího cvičebního úboru bývaly modré pletené trenýrky

## Historie
Již staří Římané nosili pod tógou ekvivalent trenýrek, tzv. ubligaculum.[zdroj⁠?!] Z pozdější doby je známo, že v USA před Občanskou válkou se nosily nízko posazené trenýrky z vlněného flanelu. Trenýrkový trend byl nakrátko přerušen jednodílným prádlem, tzv. union suite.
Trenýrky a slipy se vrátily na výsluní módy ve 30. letech 20. století. V té samé době bylo vyráběné prádlo s gumou v pase, které tak lze nazývat pravými trenýrkami. V roce 1930 se začaly vyrábět slipy. Inovativní byl rok 1934, který vnesl do designu spodního prádla větrací otvor. Zprvu se jednalo o otvor šikmý, později se ujal i kolmý otvor. V roce 1936 byl zaveden poklopec s příčným otvorem.
V současné době je nabídka trenýrek (byť se zdály být na ústupu) tak široká (materiály, střihy, barvy, vzory, pánské-dámské-unisex), že je stále obtížnější je přesně definovat. Podobně platí i pro boxerky, kraťasy, plavky či koupací šortky, takže často nabídka dvou z těchto částí oděvu tvoří svými vlastnostmi de facto souvislou škálu bez ostré hranice. Tomu pak odpovídá i nejednoznačnost popisu a zařazení do příslušné kategorie u různých výrobců a prodejců.

## Provedení
- Klasické plátěné trenýrky
- Plátěné trenýrky se širší gumou
- Flanelové trenýrky – tento materiál je vhodný na zimu.

## Použití
Trenýrky jsou pohodlným mužským prádlem. Protože jsou vzdušné, nosí je někteří muži jako součást pyžama.
Neměly by se nosit pod těsné kalhoty, příliš se nehodí ke sportovní aktivitě.[zdroj⁠?!]